# بيدرو سيينا
بيدرو سيينا (بالإسبانية: Pedro Sienna)‏ هو صحفي ومخرج وممثل تشيلي، ولد في 13 مايو 1893 في سان فرناندو في تشيلي، وتوفي في 1972 في سانتياغو في تشيلي. من الجوائز التي نالها National Prize of Art of Chile ‏ سنة 1966.

## جوائز
- National Prize of Art of Chile [الإنجليزية]‏ (1966)

## وصلات خارجية
- بيدرو سيينا على موقع IMDb (الإنجليزية)
- بيدرو سيينا على موقع ألو سيني (الفرنسية)
- بيدرو سيينا على موقع قاعدة بيانات الفيلم (الإنجليزية)
- بيدرو سيينا على موقع كينوبويسك (الروسية)